# Feuer frei!
Feuer frei! (niem. dosł.: „wolny ogień”, odpowiednik komendy „strzelać bez rozkazu”) – piosenka niemieckiego zespołu Rammstein, pochodząca z trzeciego studyjnego albumu grupy, zatytułowanego Mutter (2001). Jest także singlem promującym album.
W 2002 roku zespół pojawił się w amerykańskim filmie sensacyjnym xXx, gdzie na żywo wykonał piosenkę. 
Fragmenty utworu wykorzystała także stacja Ale Kino! w spocie reklamującym premiery filmowe kanału na luty 2007 roku. Oprócz Feuer frei! wykorzystano także fragment Ich will
Teledysk piosenki wypuszczony został w amerykańskiej MTV, aby promować xXx. Przedstawia koncert zespołu pokazany w filmie (właściwy koncertowemu stylowi Rammsteinu, patrz: koncerty Rammsteinu), który przeplata się z kilkoma filmowymi sekwencjami. Wygląd członków zespołu może trochę dziwić – ucharakteryzowani są na punków, jednak mimo wszystko piosenka zachowała styl odpowiedni dla zespołu: ciężkość, charakterystyczne brzmienie gitar czy keyboardu i temu podobne.
Utwór ten doczekał się coveru w wykonaniu szwedzkiego zespołu power metalowego Sabaton.

## Spis utworów
Maxi-Single
1. Feuer Frei!
2. Feuer Frei! (Rammstein vs. Junkie XL Remix)
3. Feuer Frei! (Rammstein Remix 130)
4. Feuer Frei! (Rammstein Remix 95)
5. Du hast („A Tribute to Rammstein” Cover version by Battery)
6. Bück dich („A Tribute to Rammstein” Cover version by Battery)

UK CD Part 1 (Żółta Okładka)
1. Feuer Frei!
2. Mutter (Radio Edit)
3. Kokain

- Feuer Frei! (Video)
- Interview (On the set of „Sonne”)

UK CD Part 2 (Zielona Okładka)
1. Feuer Frei! (Rammstein vs. Junkie XL Remix)
2. Mutter
3. Feuer Frei! (Rammstein Remix 95)

- Interview (On the set of „Ich will”)
- Photo Gallery

UK CD Part 3 (Pomarańczowa Okładka)
1. Du hast („A Tribute to Rammstein” Cover version by Battery)
2. Bück dich („A Tribute to Rammstein” Cover version by Battery)

- Feuer Frei! (Video)
- Interview (The early years discussed)
- Photo Gallery